# Maurice Vignerot
Maurice Marie Joseph Vignerot, né le 25 novembre 1879 à Paris et mort le 28 septembre 1953 à Gap, est un joueur français de croquet. 
Il participe à l'épreuve de croquet en simple à deux balles aux Jeux olympiques d'été de 1900 à Paris. Le Français est sacré vice-champion olympique.